# René Höppener

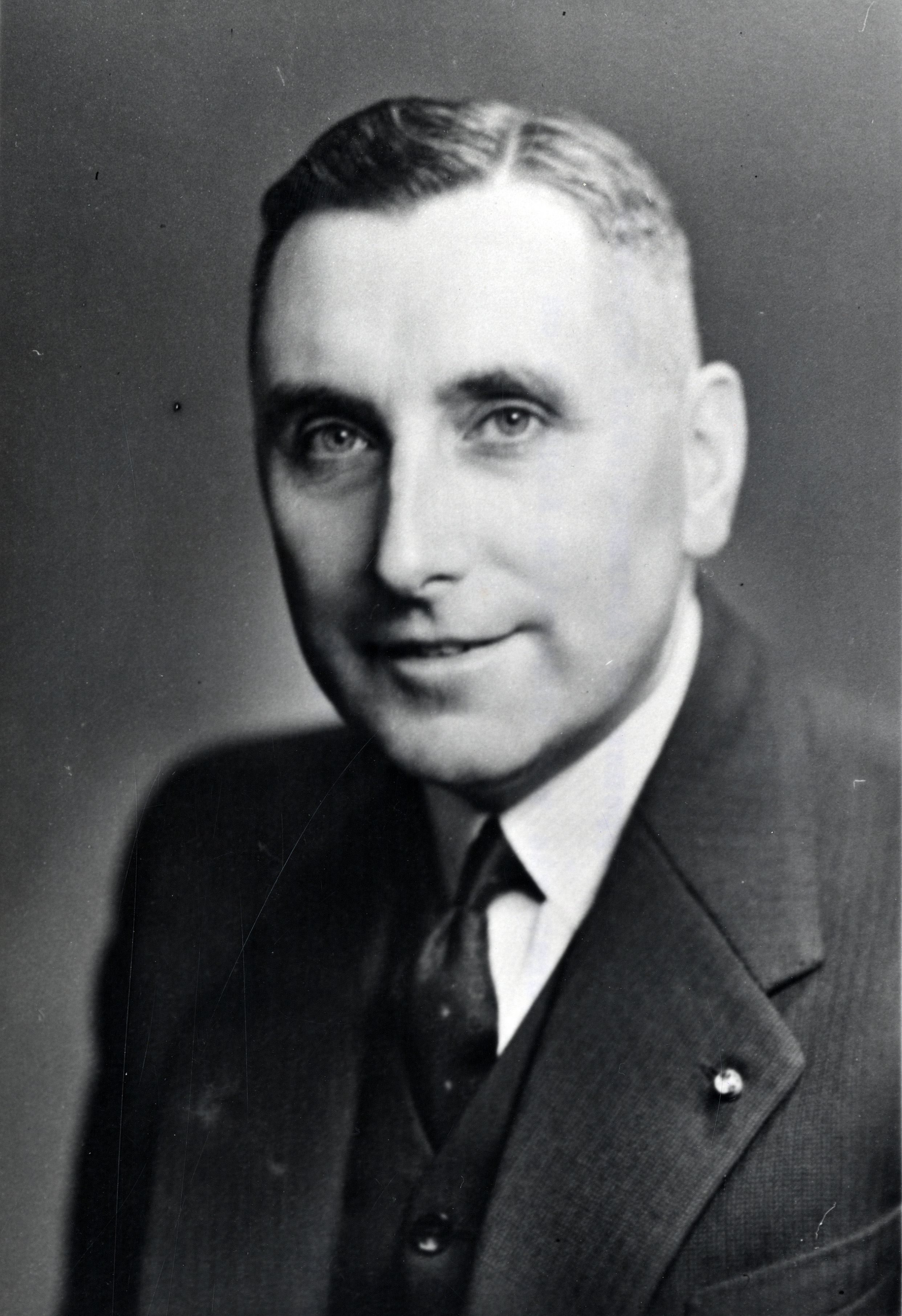
René Höppener (1956)

René Gijsbertus Antonius Höppener (* 9. Juli 1903 in Roermond, Provinz Limburg; † 24. August 1983 ebenda) war ein niederländischer Politiker der Römisch-Katholischen Staatspartei RKSP (Roomsch-Katholieke Staatspartij) sowie später der Katholischen Volkspartei KVP (Katholieke Volkspartij), der unter anderem zwischen 1956 und 1959 im Kabinett Drees III und im Kabinett Beel II Staatssekretär im Ministerium für Bildung, Kunst und Wissenschaft. Er war ferner von 1960 bis 1968 Bürgermeister von Roermond sowie zwischen 1963 und 1969 Mitglied der Ersten Kammer der Generalstaaten (Eerste Kamer der Staten-Generaal).

## Leben

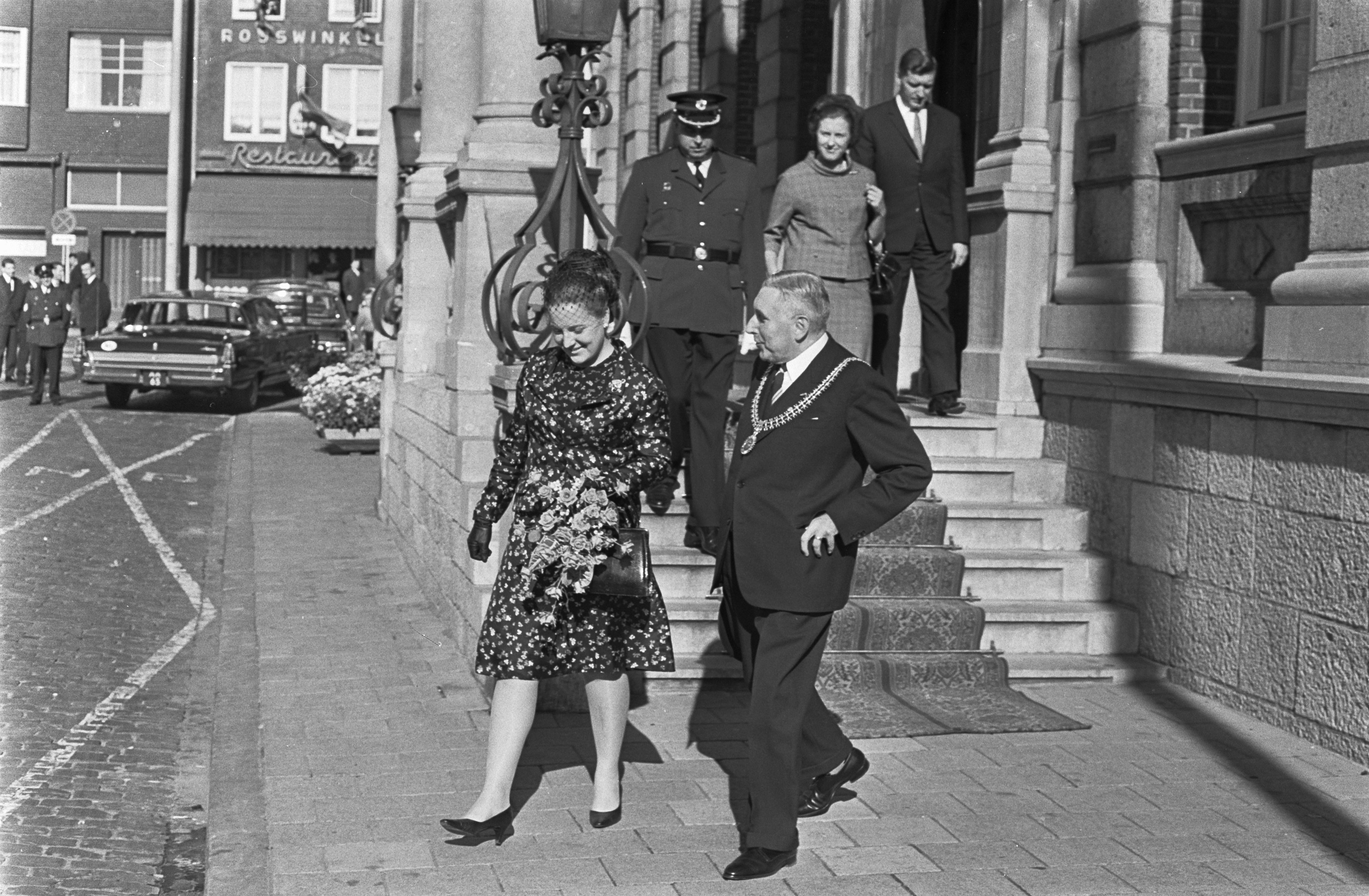
Höppener als Bürgermeister von Roermond beim Besuch von Prinzessin Margriet von Oranien-Nassau (31. August 1967).

René Gijsbertus Antonius Höppener, der von Beruf Rechtsanwalt, Lehrer und später Richter war, begann seine politische Laufbahn in der Römisch-Katholischen Staatspartei RKSP (Roomsch-Katholieke Staatspartij) als er 1927 Mitglied des Stadtrates von Roermond wurde. Während der deutschen Besetzung der Niederlande im Zweiten Weltkrieg wurde er einige Zeit wegen illegaler Aktivitäten inhaftiert. Er war von 1944 bis 1945 kommissarischer Bürgermeister von Roermond. Nach Kriegsende wurde er am 22. Dezember 1945 Mitglied der neu gegründeten Katholischen Volkspartei KVP (Katholieke Volkspartij), die aus der RKSP hervorgegangen war. Am 19. Juni 1946 wurde er Mitglied des Parlaments (Provinciale Staten) der Provinz Limburg und gehörte diesem bis zum 12. November 1956 an. Zugleich war er zwischen dem 19. Juni 1946 und dem 12. November 1956 auch Mitglied der Gedeputeerde Staten, der Regierung der Provinz. Am 15. Juni 1949 war er als Nachfolger von Johannes Henricus van Maarseveen als Innenminister im Kabinett Drees/Van Schaik vorgesehen, allerdings wurde letztlich Josef van Schaik zum Innenminister ernannt.
Durch Königlichen Erlass vom 29. Oktober 1956 wurde Höppener zum Staatssekretär im Ministerium für Bildung, Kunst und Wissenschaft (Staatssecretaris van Onderwijs, Kunsten en Wetenschappen) ernannt und bekleidete dieses Amt vom 12. November 1956 bis zum 22. Dezember 1958 im Kabinett Drees III sowie anschließend zwischen dem 22. Dezember 1958 und dem 19. Mai 1959 im Kabinett Beel II. Unter dem Minister für Bildung, Kunst und Wissenschaft Jo Cals war er zuständig für die Bereiche Radio, Fernsehen, Presse, Jugendbildung und Gemeindeentwicklung, Leibeserziehung und Sport, Denkmalpflege, Archäologie, Bodenforschung, Museen und Archive sowie Naturschutz- und Erholungsgebiete sowie ab dem 17. September 1957 zusätzlich für die Kunstpolitik. Während seiner Amtszeit als Staatssekretär beschloss die Regierung 1957, Radiosendezeit für Sendungen politischer Parteien – mit Ausnahme der Kommunistischen Partei CPN (Communistische Partij van Nederland) – zu beanspruchen. Daneben erstellte er unter anderem ein Sportmemorandum und eine neue gesetzliche Regelung für den Rundfunk. 1959 wurde im Interesse des Naturschutzes ein Gesetz zur Enteignung erlassen. Im Vorgriff auf ein Naturschutzgesetz traten nun wieder Bestimmungen einer ausgelaufenen Verordnung aus dem Jahr 1942 in Kraft.
Nach seinem Ausscheiden aus der Regierung wurde René Höppener am 1. Januar 1960 als Nachfolger von Robert Geuljans Bürgermeister von Roermond und bekleidete dieses Amt bis zum 1. August 1968, woraufhin Majel Custers seine Nachfolge antrat. Darüber hinaus wurde er am 5. Juni 1963 als Vertreter der Provinz Limburg auch Mitglied der Ersten Kammer der Generalstaaten (Eerste Kamer der Staten-Generaal), der er bis zum 16. September 1969 angehörte. In dieser war kultur- und rundfunkpolitischer Sprecher der KVP-Fraktion, befasste sich aber auch mit Justiz- und -Polizeiangelegenheiten. Er wurde ferner 1966 Mitglied des Kuratoriums der Katholischen Universität Nimwegen und war zudem von Mai 1968 bis 1969 Mitglied der Parlamentarischen Versammlung des Europarates und der Beratenden Versammlung der Westeuropäischen Union (WEU). Seine Frau wurde 1968 Ehrenbürgerin von Roermond.

## Weblink
- Mr. R.G.A. (René) Höppener (Parlement & Politiek) (Memento vom 28. Februar 2021 im Internet Archive)